# Yehudah Ben David Hayyug
Yehuda ben David Jayuj (en hebreo: יהודה בן דוד חיוג׳‎, Yehuda ben David Jayuj; en árabe: أبو زكريا يحيى بن داؤد حيوج الفاسي abü Zakariya Yahya Ibn Daüd Al-Fasi) (Fez, 945-Córdoba, 1012) fue un rabino, erudito y filólogo andaluz del siglo X, considerado el padre de la gramática científica de la lengua hebrea a quien se le debe la teoría de que todas las raíces verbales hebreas constan de tres letras. Llegó muy joven a Córdoba y allí se asentó hasta su muerte. 

## Sus estudios gramaticales
Ejerció gran influencia sobre los estudios gramaticales posteriores y su terminología técnica ha perdurado en gran parte. Fue discípulo de Menahem ben Saruq e intervino en la polémica que sostuvieron los discípulos de éste con los de Dunas ben Labrat. 
Conocedor profundo de la lengua árabe y de sus escuelas gramaticales, aplicó sus conocimientos a la lengua hebrea. Sus trabajos gramaticales, así como la mayoría de los gramáticos hispano-hebreos a partir de él, los escribió en árabe y esto fue causa de que el avance científico de la filología hispano-hebrea no se pudiera aprovechar en Europa hasta que Abraham ben Ezra iniciara las traducciones al hebreo y los Oimqí, especialmente David (m. 1235), reelaborasen en lengua hebrea los principios de la escuela hispano-hebrea en árabe.

### Los verbos hebreos
La lengua hebrea tiene una vocalización complicada y un sistema de verbos anormales difíciles de clasificar sin excepciones. Menahem ben Saruq había querido solucionar las dificultades admitiendo raíces verbales de una, dos, y tres letras, lo cual, como Yehudah demostró, era erróneo, pues, partiendo del hecho de que algunas letras se asimilan o desaparecen, hay que admitir que las raíces hebreas constan de tres letras. Aquellas letras sujetas a posible desaparición o asimilación las llamó débiles.

### Libros de Yehudah
Estableció la fecunda distinción entre verbos fuertes y verbos débiles en su obra capital Kitiib al-aftiil Jawiit wuruf al-fin (Libro de los verbos que poseen letras débiles), completada con otra sobre los verbos que tienen alguna letra repetida Kitiib al-aftiil Jawiit al-malalayn (Libro de verbos que tienen reduplicados). 
Estas dos obras, junto con una tercera sobre las vocales Kitiib al-Tanqit (Libro de la puntuación), fueron dos veces traducidas al hebreo: una por Moseh ibn Chicatella, la otra por Abraham ibn Ezra. Los traductores respetaron la terminología adoptada por Yehudah y de este modo pasó a las gramáticas posteriores. Por otra parte, su distinción entre verbos débiles y fuertes ha sido aceptada hasta hoy día. Una cuarta obra, Kitiib al-Natf (Libro de Extractos), quiso ser un suplemento a las anteriores. La escuela gramatical española, traducida del árabe al hebreo y del hebreo al latín, fue la guía donde los cristianos de la Edad Media y del Renacimiento aprendieron la lengua hebrea. Como discípulo tuvo a Samuel ibn Nagrella, que salió en su defensa cuando creyó que el célebre rabino Yoná ibn Yanáh lo criticaba.